# Фаголізосома

Бактерія взаємодіє з рецептором клітини та захоплюється останньою, з одночасним утворенням фагосоми, яка зливається з первинними лізосомами та перетворюється в фаголізосому, у якій відбувається лізис бактеріальної клітини. Неперетравлені рештки екскретуються шляхом екзоцитозу

Фаголізосома, або травна вакуоля
 — органела, що утворюється внаслідок злиття фагосоми з первинними лізосомами та здійснює лізис чужорідного об'єкта. При злитті фагосоми з первинними лізосомами, останні вливають в неї понад 60 ферментів. Першими з фагосомою зливаються специфічні гранули, які містять ферменти, активні при нейтральних і слаболужних значеннях рН (лужна фосфатаза та лізоцим, що входять в групу катіонних білків), а в міру закислення середовища мобілізуються ферменти азурофільних гранул (мієлопероксидаза, 5'-нуклеотидаза, β-арилсульфатаза, β-глюкуронідаза, кисла гліцерофосфатаза, глікозидази, а також лізоцим,  лактоферин та серпроцидини), найбільш активні при кислих значеннях рН. Механізми лізису включають також дію активних форм кисню та азоту, що генеруються de novo. Після закінчення лізису чужорідного об'єкта, фаголізосома шляхом дегрануляції вивільняє неперетравлені рештки в міжклітинний простір.
У організмі людини утворювати фаголізосому, як і здійснювати фагоцитоз загалом, здатні лише фагоцити (поліморфноядерні нейтрофіли, моноцити крові, макрофаги тканин і тд.).  
Деякі патогенні мікроорганізми використовують фаголізосому як компартмент для розмноження. Збудники таких хвороб, як туберкульоз, проказа, чума здатні пригнічувати активність фаголізосомальних ферментів та актвино розмножуватися в фаголізосомах, що захищають їх як від антитіл, так і від цитотоксичних Т-лімфоцитів. Відповідальними за резистентність до дії фаголізосомальних ферментів в грам-негативних бактерій є полісахариди, що входять до складу капсульного антигену. Такою резистентністю володіють також лейшманії.
У деяких інших тварин фагоцитувати можуть ооцити, плацентарні клітини, клітини, що вистилають порожнину тіла, пігментний епітелій сітківки ока.
Травні вакуолі найпростіших — везикули, які формується під час злиття первинної лізосоми та ендоцитозного пухирця з поглинутим об'єктом фагоцитозу.